# Jakov Jerković
Jakov Jerković (Bosiljina, danas Marina, 4. veljače 1607. – Bosiljina, 27. lipnja 1657.) kapetan, junak kandijskog rata, bio je vojni zapovjednik u bitci kod Marine 1657. godine. Najmlađi je sin Jerolima Matovog i žene mu Urše.

## Bitka i smrt
Za kandijskog rata između Venecije i Osmanskog carstva, nakon neuspješne opsade Splita 1657 god. Osmanlije su očekivali da će lagano osvojiti malo mjesto Marinu, strateški važno i bogato hranom.  Paša Seid Ahmet zatražio je da se stanovnici Marine predaju, no to stanovnici nisu htjeli prihvatiti pod zapovjedništvom kapetana Jakova Jerkovića. Ubrzo je počela teška bitka u kojoj je sudjelovao kao civilni i vojni zapovjednik kapetan Jakov Jerković zajedno sa svoja dva sina. Kapetan Jerković suprotstavio se s oko 1000 mještana Bosiljine i 30-ak mještana Malog i Velog Drvenika osmanlijskoj vojsci   oko 2000 konjanika i 10 000 pješaka uz iznimno jaku podršku osmanlijskog topništva. U toj neravnopravnoj bitki, poginuo je kapetan Jakov Jerković, kao i njegova dva sina,  i gotovo svi borci Bosiljine. Iznimno junaštvo pokazale su i žene, njih tridesetak, koje su se borile preodjevene u muškarce, a heorinom se osobito pokazala Jela Marunova. Gotovo 100 godina kasnije, prema mletačkim povijesnim izvorima,  kao i prema živoj narodnoj predaji,  junaštvo kapetana Jakova Jerkovića opjevao je i Andrija Kačić Miošić  "Razgovoru ugodnom naroda slovinskoga", u 78 pjevanju.

## Pjevanje
78 pjevanje  "Razgovor ugodni naroda slovinskoga"  Andrije Kačića Miočića   govori o bitci kod Marine,  a ime Jakova Jerkovića spominje se u 5 strofa:
Kadno Turci na Split udariše

i prid njima Segdijiću paša?

Al' bijela ne uzeše grada,

već sramotno natrag pobigoše
ter odoše niz Kaštele ravne,

na Marinu selo udariše

sa svih strana pišci i konjici,

al' se selo Turkom ne pridaje,
jer u njemu tvrd kašteo biše,

ukraj mora kula biskupova,

dosta praha i teška olova

i zaire, što je od potribe,
šest stotina po izbor junaka,

koji tursku dočekaše vojsku,

i prid njima mlađan kapetane,

po imenu Jerković Jakove.

Juriš čine na Marinu Turci

brez pristanka ter do mrkla mraka,

al' se brani malo i veliko

s crnim prahom i teškim olovom.
Kad li vidi silni Ahmed-paša,

da ne može osvojit Marinu,

s topovim je poče uzimati

ter je bi je nedilju danaka.
Pak dozivlje Jerković Jakova,

tiho mu je paša govorio:

»Nu se pridaj, mlađan kapetane,

nemoj ludo izgubiti glave!«

Veli njemu Jerković Jakove:

»Vira moja, Segdijiću paša,

ja ću prija izgubiti glavu,

nego izdat dužda mletačkoga.«

Kada ga je paša razumio,

poče biti iznova Marinu:

malo vrime postajalo biše,

od kaštela bedem oboriše.
Učiniše juriš sa svih strana,

u Marinu silom ulizoše

i kašteo bili osvojiše,

ali mnogi izgiboše Turci.
Da je komu pogledati bilo,

di se brani malo i veliko!

U ruke se živi ne pridaju,

nego siku po kaštelu Turke,
a najveće Jerković Jakove

i njegova dva sinka pridraga,

al' i oni, pobre, izgiboše

bojak bijuć, glave odsicajuć.

Kapetana kada pogubiše,

junačko mu srce isparaše,

na bojno ga natakoše koplje,

neka vidi sva vojska pašina,
kakvo biše srce Jerkovića

kao mlada Marka Kraljevića.

Jerkoviću, pokojna ti duša,

tvoje ime ne umire nigda!

Sve izgibe, ne ostade nitko,

nego kula puna divojaka,

male dice, žena mužatica,

i u kuli tri barila praha.
Kada u nju Turci ulizoše

ter počeše ljubiti divojke,

Marunova Jele tu bijaše,

koja vazda čistoću ljubljaše.
Svoju dušu Bogu priporuči,

viteško je dilo učinila:

u kuli je barut upalila,

sve izgori, nitko ne uteče,

ter pošteno ime uvik steče.